# Barany (rejon iwacewicki)
Barany (biał. Бараны; ros. Бараны) – wieś na Białorusi, w obwodzie brzeskim, w rejonie iwacewickim, w sielsowiecie Jaglewicze, przy drodze magistralnej M1. Od północy graniczy z Iwacewiczami.
Dawniej folwark. W dwudziestoleciu międzywojennym leżały w Polsce, w województwie poleskim, w powiecie kosowskim/iwacewickim, do 1 stycznia 1926 w gminie Kosów, następnie w gminie Borki-Hiczyce/Iwacewicze. Po II wojnie światowej w granicach Związku Sowieckiego. Od 1991 w niepodległej Białorusi.